# Бюк
Бюк (венг. Bük) — город на западе Венгрии в медье Ваш. Расположен в двадцати семи километрах от столицы медье — города Сомбатхея. Население на 1 января 2014 года — 3470 человек.

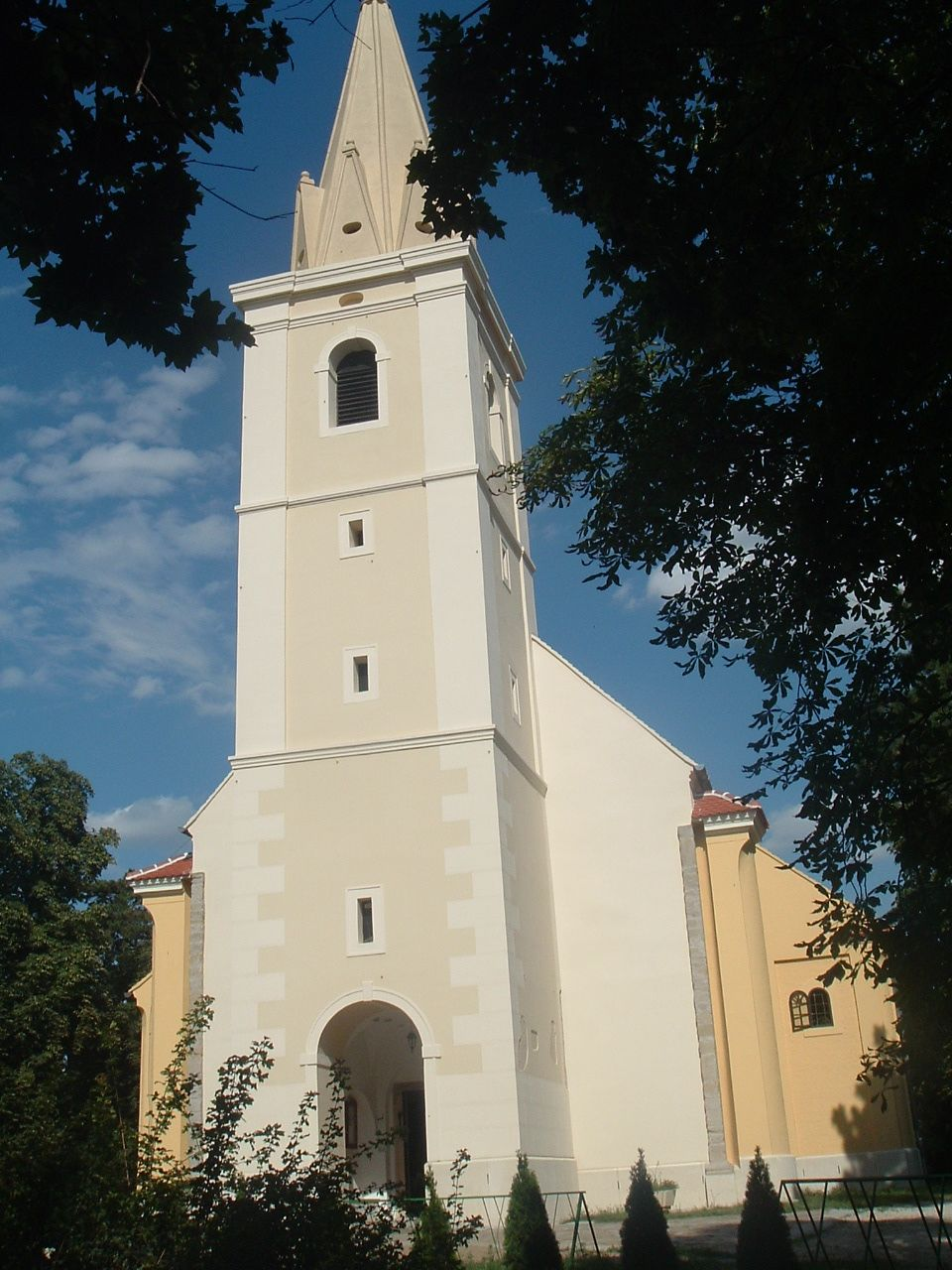
Католический храм в Бюке

## Население
| Год  | Численность | Численность |
| ---- | ----------- | ----------- |
| 2013 | 3454        | [ 3 ]       |
| 2014 | 3470        | [ 4 ]       |
| 2015 | 3544        | [ 5 ]       |
| 2021 | 3731        | [ 6 ]       |
| 2022 | 3520        | [ 7 ]       |
| 2023 | 3803        | [ 8 ]       |
| 2024 | 4099        | [ 1 ]       |

## Достопримечательности
- Лечебная купальня Бюкфюрдо. Термальная вода, с температурой 55 градусов, содержащая кальций, магний и гидрокарбонат, поступает из скважины глубиной 1282 метра.
- Римско-католическая церковь Святого Келемена, построенная в 13 веке. В 1408 году перестроена в готическом стиле. В 1658 году пристроена башня. В период с 1732 по 1757 годы здание храма преобразовано в стиле барокко. Сохранилась часть настенных средневековых росписей.
- Протестантская церковь, год постройки — 1785. Башня храма была пристроена в 1826 году. Сохранился алтарь 18 века.
- Старинный особняк, построенный в 1790 году по проекту архитектора Пала Надя, в стиле Людовика XVI. В 1880 году преобразован в стиле эклектики.

## Города-побратимы
- Иллинген, Германия
- Тёрёкбалинт, Венгрия